# Morgan Alling

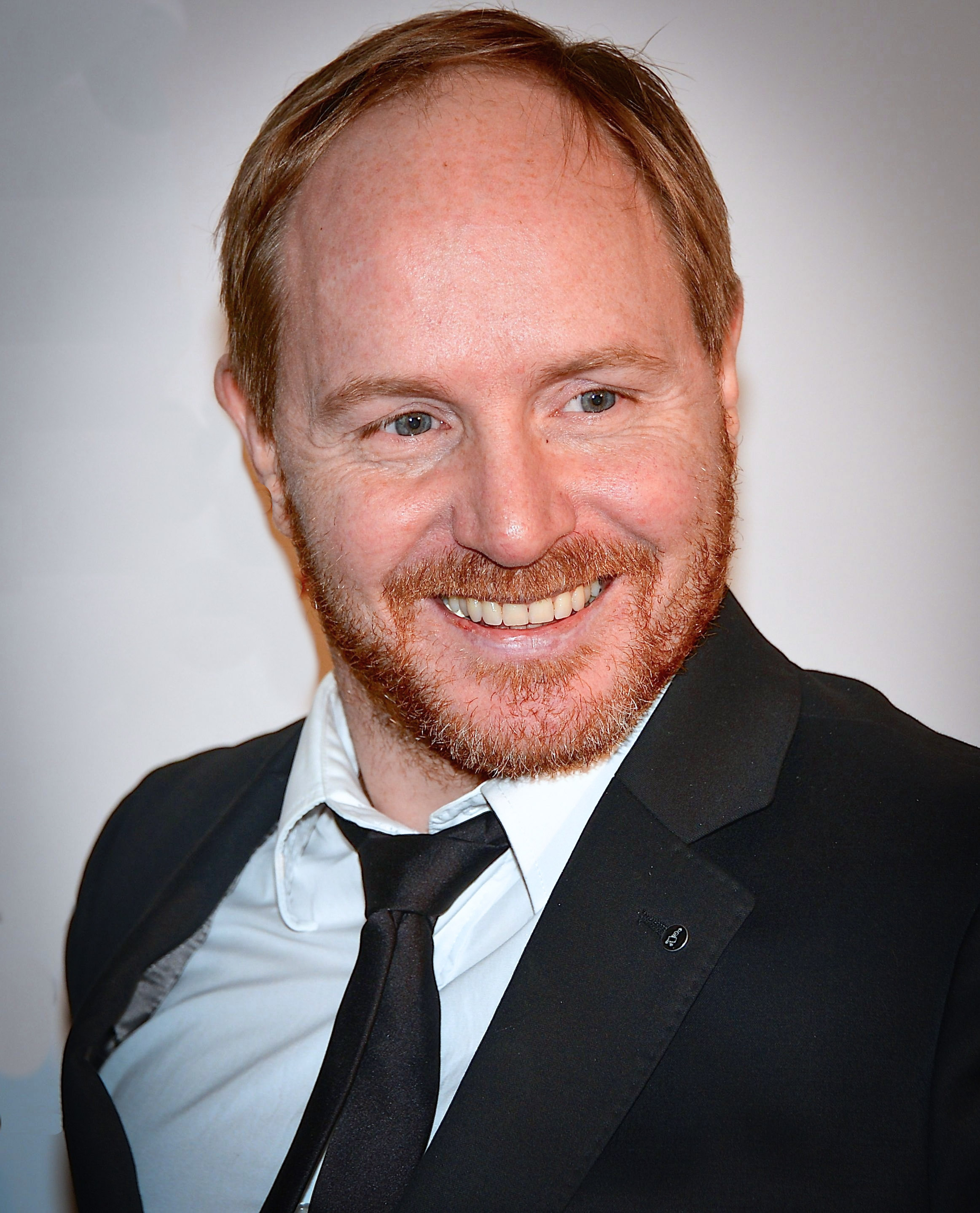
Morgan Alling (2013)

Sven Robert Morgan Alling (* 8. Juni 1968 in Mölndal, Mölndal (Gemeinde), Västra Götalands län als Sven Robert Morgan Persson) ist ein schwedischer Schauspieler, Synchronsprecher, Drehbuchautor, Schriftsteller sowie Film- und Theaterregisseur.

## Leben
Alling wurde am 8. Juni 1968 in Mölndal als Sven Robert Morgan Persson geboren. Die schwedische Schlagersängerin und Schauspielerin Siw Malmkvist ist seine Tante. 1972 wurde er im Alter von vier Jahren in das Waisenhaus von Vidkärr in Göteborg geschickt. Er studierte von 1987 bis 1990 an der Malmö Theatre Academy. Er ist seit 2009 mit der Schauspielerin Anna-Maria Dahl verheiratet. Das Paar hat vier Kinder.
Seit den früheren 1990er Jahren ist er als Schauspieler tätig. Er übernahm größere Serienrollen in den Fernsehserien Höjdarna, Hjälp!, Cirkus Imago, Gåsmamman, Lingonligan und Sommaren 85. 2006 war er in zwei Episoden der Fernsehserie Detektivbüro LasseMaja in der Rolle des Trollande Tore zu sehen. 2007 folgte die Rolle des Eskil Magnusson im Historienfilm Arn – Der Kreuzritter. Diese Rolle verkörperte er außerdem in der Fortsetzung Arn – Riket vid vägens slut im Jahr 2008 sowie in vier Episoden der Fernsehserie Arn. Er übernahm die Synchronisation des Lille Skutt in den Animationsfilmen Bamse – Der liebste und stärkste Bär der Welt von 2014, Bamse och häxans dotter von 2016 und Bamse och dunderklockan von 2018.

## Filmografie (Auswahl)

### Schauspiel
- 1993: Chefen fru Ingeborg (Mini-Serie, Episode 1x02)
- 1993: Tippen (Fernsehserie)
- 1995: Fritt Fall (Fernsehserie)
- 1996: Torntuppen (Mini-Serie, Episode 1x01)
- 1996: Die weiße Löwin (Den vita lejoninnan)
- 1999: En dag i taget (Fernsehserie, Episode 1x04)
- 2000: Gossip
- 2001: Anderssons älskarinna (Mini-Serie, 3 Episoden)
- 2002: Taurus (Fernsehfilm)
- 2003: Ramona (Mini-Serie, 2 Episoden)
- 2004: Graven (Mini-Serie, 2 Episoden)
- 2005: Aphelium
- 2005: Tjenare kungen
- 2005: Lasermannen (Mini-Serie, Episode 1x03)
- 2005: Lovisa och Carl Michael (Fernsehfilm)
- 2005–2006: Lite som du (Fernsehserie, 24 Episoden)
- 2006: Kronprinzessin (Kronprinsessan) (Mini-Serie, Episode 1x01)
- 2006: Möbelhandlarens dotter (Mini-Serie, 4 Episoden)
- 2006: Die Brandmauer (Brandvägg) (Mini-Serie, 2 Episoden)
- 2006: Detektivbüro LasseMaja (LasseMajas detektivbyrå) (Fernsehserie, 2 Episoden)
- 2006: Göta kanal 2 – Kanalkampen
- 2006–2007: Höjdarna (Fernsehserie, 52 Episoden)
- 2007: Kid Svensk
- 2007: Lögnens pris (Mini-Serie, 2 Episoden)
- 2007: Arn – Der Kreuzritter (Arn – Tempelriddaren)
- 2007–2009: Hjälp! (Fernsehserie, 15 Episoden)
- 2008: Mellan 11 och 12 (Fernsehfilm)
- 2008: Kungamordet (Mini-Serie, 4 Episoden)
- 2008: Arn – Riket vid vägens slut
- 2008: Verdict Revised – Unschuldig verurteilt (Oskyldigt dömd) (Fernsehserie, Episode 1x06)
- 2009–2011: Cirkus Imago (Fernsehserie, 22 Episoden)
- 2010: Arn (Mini-Serie, 4 Episoden)
- 2011: Två herrars tjänare
- 2012: Familienchaos – All inclusive (Sune i Grekland – All Inclusive)
- 2013: Kändisbarnvakten (Fernsehserie)
- 2013: Sune på bilsemester
- 2014: Fadden (Kurzfilm)
- 2014: Sune i fjällen
- 2015: Cirkus Imago – En chans på miljonen
- 2016–2017: Gåsmamman (Fernsehserie, 18 Episoden)
- 2018: Lingonligan (Fernsehserie, 8 Episoden)
- 2018: Videomannen
- 2020: Sommaren 85 (Fernsehserie, 6 Episoden)

### Synchronisation
- 2004: Allrams höjdarpaket (Zeichentrickserie, 24 Episoden)
- 2014: Bamse – Der liebste und stärkste Bär der Welt (Bamse och tjuvstaden) (Animationsfilm)
- 2016: Bamse och häxans dotter (Animationsfilm)
- 2018: Bamse och dunderklockan (Animationsfilm)